# Sagy (Saona i Loara)
Sagy – miejscowość i gmina we Francji, w regionie Burgundia-Franche-Comté, w departamencie Saona i Loara.
Według danych na rok 1990 gminę zamieszkiwało 1155 osób, a gęstość zaludnienia wynosiła 34 osoby/km² (wśród 2044 gmin Burgundii Sagy plasuje się na 197. miejscu pod względem liczby ludności, natomiast pod względem powierzchni na miejscu 127.).